# Yūsha ga Shinda!
Yūsha ga Shinda! Murabito no Ore ga Hotta Otoshiana ni Yūsha ga Ochita Kekka. (勇者が死んだ！村人の俺が掘った落とし穴に勇者が落ちた結果。?) es una serie de manga japonesa escrita e ilustrada por Subaruichi. Fue serializada en Ura Sunday de Shogakukan desde diciembre de 2014 hasta diciembre de 2020, con sus capítulos recopilados en veinte volúmenes de tankōbon. Una adaptación de la serie al anime de Liden Films se estrenó el 7 de abril de 2023.

## Argumento
Muy al norte del mundo se encuentra la Puerta del Infierno, un portal utilizado antiguamente por el Señor de los Demonios para invadir el reino humano. Gracias al legendario héroe Shion Bladearts, portador de Excalibur, y a su leal banda de compañeros, la Puerta fue sellada y la amenaza demoníaca fue derrotada. Por desgracia, el sello estaba incompleto y ha empezado a debilitarse, permitiendo que los demonios vuelvan a atacar. Preocupado por la seguridad de su aldea, el egoísta y pervertido granjero Touka Scott excava trampas para defenderse de los demonios. Pero no temas, porque Shion está en camino para volver a cerrar la Puerta del Infierno y salvar a la humanidad. O al menos lo estaba, porque el legendario héroe está muerto, al haber caído en una de las trampas que cavó Touka. Por suerte, tratar con los muertos es la especialidad de la nigromante Anri Haynesworth. Aunque no puede revivirlo, Anri puede al menos salvar su misión forzando el alma de Touka en el cuerpo putrefacto de Shion y arrastrándolo a la Puerta del Infierno en su lugar. Yuna Yunis, la amiga de la infancia de Touka, no quiere quedarse atrás y le acompaña. Juntos, los tres parten como el grupo más inadecuado para intentar salvar el mundo.

## Personajes
Touka Scott (トウカ・スコット Tōka Sukotto?)
 Seiyū: Wataru Katō, Shun'ichi Toki
Un joven agricultor amante de las verduras que cultiva el cual termina convertido en el Héroe Legendario tras morir este por culpa de un hechizo de Anri. Egoísta y sin escrúpulos, con un fetiche por los muslos femeninos, algo que no se molesta en esconder de los demás.
Shion Bladedarts (シオン・ブレイダン Shion Bureidan?)
 Seiyū: Shun'ichi Toki
El difunto Héroe Legendario. Murió tras caer por accidente en una trampa improvisada por Touka para matar monstruos. Es considerado el Héroe perfecto tanto mental como físicamente, admirado y adorado por todos desde que consiguiera encerrar a los Demonios tras un sello mágico.
Anri Haynesworth  (アンリ・ヘイズワース Anri Heizuwāsu?)
 Seiyū: Ayana Taketatsu
Una joven nigromante (de las pocas que quedan en el mundo, de hecho) que lanza el hechizo sobre Touka para que luzca como el Héroe Legendario.
Yuna Yunis  (ユナ・ユニス Yuna Yunisu?)
 Seiyū: Hibiku Yamamura
Amiga de la infancia de Touka y principal interés amoroso de este. Debido a que tiene los muslos bien desarrollados, es objetivo de los actos pervertidos de Touka, por lo que ella no duda en golpearlo. Ella admiraba mucho a Shion después de que éste la salvara de un demonio hace tres años. Admirando las aventuras de los héroes, emprendió un viaje para salvar el mundo con Touka y Anri como una forma de pagarle a Shion por su amabilidad.
Margaret Farom (マルグリット・ファロム Maguneto Faromu?)
 Seiyū: Yurika Kubo
Princesa del Reino de Farom y prometida del difunto Héroe Shion, de quien está profundamente enamorada.
Kyle Osment (カイル・オズメント Kairu Ozumento?)
 Seiyū: Yūichi Nakamura (actor nacido en 1980)
Noble del Reino de Farom y miembro del equipo principal de Shion. Principal antagonista de la historia al tramar hacer lo que Touka ha terminado por hacer: matar al Héroe y suplantarle.
Millie Eunice (ミリィ・ユニス Mirī Yunisu?)
 Seiyū: Sakura Shinfuku
Esel Borgnine (エセル・ボーグナイン Eseru Bōgunain?)
 Seiyū: Sayaka Ohara
Belarco (ベラーコ Berāko?)
 Seiyū: Wataru Hatano
Isaac Gardner (アイザック・ガードナー Aizakku Gādonā?)
 Seiyū: Takashi Aoki
Leland Tallman (リーランド・トールマン Rīrando Tōruman?)
 Seiyū: Chikahiro Kobayashi
Un antiguo médico y director de un orfanato que tiene una obsesión con los huesos esqueléticos. Mientras trabajaba en el orfanato, en secreto asesinó a muchas personas para coleccionar sus huesos. Su fetiche lo llevó a creer que Margaret tenía sentimientos hacia él y decide secuestrarla para obligarla a casarse con él. Sin embargo, es rescatada por Touka y su grupo, quienes derrotan a Leland, el cual es encarcelado por sus crímenes.
Friedrich Norstein (フリードリヒ・ノルシュテイン Furīdorihi Norushutein?)
 Seiyū: Kenshō Ono
Diego Valentine (ディエゴ・ヴァレンタイン Diego Varentain?)
 Seiyū: Shintarō Asanuma

## Contenido de la obra

### Manga
Escrito e ilustrado por Subaruichi, Yūsha ga Shinda! fue serializado en el sitio web Ura Sunday de Shogakukan desde el 16 de diciembre de 2014, hasta el 14 de diciembre de 2020. Se han publicado veinte volúmenes de tankōbon desde mayo de 2015 hasta marzo de 2021. En el sudeste asiático, la serie está licenciada por Shogakukan Asia.
Un manga derivado titulado Yūsha ga Shinda! Kami no Kun-hen comenzará a serializarse en la aplicación MangaONE de Shogakukan en mayo de 2022.

#### Lista de volúmenes
| Volúmenes de manga publicados | Volúmenes de manga publicados | Volúmenes de manga publicados |
| Número                        | Fecha de lanzamiento          | ISBN                          |
| ----------------------------- | ----------------------------- | ----------------------------- |
| 1                             | 12 de mayo de 2015            | ISBN 978-4-09-126139-7        |
| 2                             | 11 de septiembre de 2015      | ISBN 978-4-09-126434-3        |
| 3                             | 12 de noviembre de 2015       | ISBN 978-4-09-126628-6        |
| 4                             | 12 de febrero de 2016         | ISBN 978-4-09-127023-8        |
| 5                             | 12 de mayo de 2016            | ISBN 978-4-09-127258-4        |
| 6                             | 9 de septiembre de 2016       | ISBN 978-4-09-127380-2        |
| 7                             | 12 de enero de 2017           | ISBN 978-4-09-127477-9        |
| 8                             | 12 de abril de 2017           | ISBN 978-4-09-127585-1        |
| 9                             | 10 de agosto de 2017          | ISBN 978-4-09-127747-3        |
| 10                            | 10 de noviembre de 2017       | ISBN 978-4-09-128016-9        |
| 11                            | 12 de marzo de 2018           | ISBN 978-4-09-128158-6        |
| 12                            | 12 de julio de 2018           | ISBN 978-4-09-128410-5        |
| 13                            | 12 de octubre de 2018         | ISBN 978-4-09-128634-5        |
| 14                            | 19 de diciembre de 2018       | ISBN 978-4-09-128730-4        |
| 15                            | 12 de abril de 2019           | ISBN 978-4-09-129099-1        |
| 16                            | 19 de agosto de 2019          | ISBN 978-4-09-129383-1        |
| 17                            | 10 de enero de 2020           | ISBN 978-4-09-129538-5        |
| 18                            | 12 de mayo de 2020            | ISBN 978-4-09-850110-6        |
| 19                            | 12 de octubre de 2020         | ISBN 978-4-09-850293-6        |
| 20                            | 18 de marzo de 2021           | ISBN 978-4-09-850483-1        |

### Anime
Una adaptación de la serie al anime fue anunciada el 28 de abril de 2022. Está producida por Liden Films y dirigida por Rion Kujō, con guiones supervisados por Yū Satō, diseños de personajes de Yosuke Yabumoto, diseños de monstruos y accesorios de Akito Fujiwara y música compuesta por Kana Utatane, Yūki Nara, Yamazo y MOKA☆, un grupo compuesto por Kayo Konishi y Yukio Kondо̄. La serie se estrenó el 7 de abril de 2023 en Tokyo MX y BS11. El tema de apertura es «Shinda!» (死んだ！?), interpretado por Masayoshi Ōishi, mientras que el tema de cierre es «Kawaikutte Ijiwaru Shichau», interpretado por Yurika Kubo. Crunchyroll obtuvo la licencia de la serie fuera de Asia. Muse Communication obtuvo la licencia de la serie en el sudeste asiático.